# ЛевФем
„ЛевФем“ е българска лява куиър феминистка неправителствена организация, работеща срещу структурното и символното насилие срещу  жени, транс и куиър хора, и представители на други уязвими групи. Един от членовете е Стойо Тетевенски. Нейната основна цел е изграждането на общност около принципите на феминизма, антирасизма и антикапитализма. Основана е като неформален колектив през 2018 г. в гр. София. През 2021 г. е регистрирана като сдружение с идеална цел. Основните дейности на организацията включват политическо образование, активистки изследвания, публикации и мобилизации. 
Организацията има два публикувани сборника: „Феминистки хоризонти: насилие, труд, мобилизации“ от 2019 г. и „Пандемията: феминистки фронтове“ от 2021 г. съвместно с Transnational Social Strike и международната феминистка мрежа EAST - Essential Autonomous Struggles Transnational. 

## Мисия
Мисията на „ЛевФем“ според сайта на организацията е „припознаването на все повече хора с феминизма, антирасизма и антикапитализма с цел край на расисткия и патриархален капитализъм.“ Отличителен фокус на организацията е „припознаването на работнички във феминизирани „ключови“ сектори като здравеопазване, социални услуги, образование, грижовен труд и др. и представителки на маргинализирани общности с целите на феминисткото движение за отстояване на искания за социална справедливост.“